# 拉夫特河 (愛達荷州)
拉夫特河（英語：Raft River）是位於美國愛達荷州喀細亞縣的一個非建制地區。該地的面積和人口皆未知。

## 地理
拉夫特河的座標為42°35′54″N 113°14′10″W / 42.59833°N 113.23611°W，而該地的平均海拔高度為1284米（即4213英尺）。